# Artemi Sewostjanow
Artemi Wiktorowitsch Sewostjanow (russisch Артемий Викторович Севостьянов; * 2. Februar 1973 in Qaraghandy) ist ein ehemaliger kasachischer Wasserballspieler.
Artemi Sewostjanow konnte sich für die Olympischen Spiele 2000 in der Disziplin Wasserball qualifizieren und belegte mit dem kasachischen Team den 9. Rang. Er nahm vier Jahre später mit Kasachstan an den Olympischen Spielen 2004 teil, wo er mit seiner Mannschaft den 11. Platz errang.